# Margherita di York
Margherita di York (Castello di Fotheringhay, 3 maggio 1446 – Malines, 23 novembre 1503) è stata una nobile inglese e duchessa di Borgogna.

## Biografia
Margherita era figlia di Riccardo Plantageneto, III duca di York, e di sua moglie, Cecily Neville e sorella di due re d'Inghilterra, Edoardo IV e Riccardo III.

### Matrimonio
La duchessa Isabella di Borgogna, la madre di Carlo il Temerario, era, attraverso i suoi legami di sangue e la sua percezione degli interessi borgognoni, pro-inglese. Come nipote di Giovanni Plantageneto, I duca di Lancaster, fu di conseguenza solidale con la Casa di Lancaster. Credeva che il commercio borgognone, da cui il ducato attingeva alla sua vasta ricchezza, dipendesse da rapporti amichevoli con l'Inghilterra. Per questo motivo era pronta a favorire qualsiasi fazione inglese disposta a favorire la Borgogna. Nel 1454, favorì la Casa di York, guidata dal padre di Margherita. Sebbene il re d'Inghilterra, Enrico VI, fosse il capo della casa di Lancaster, sua moglie, Margherita d'Angiò, era una nipote del nemico della Borgogna, Carlo VII di Francia, e fu lei stessa nemica dei Borgognoni. Il duca di York, al contrario, condivideva l'inimicizia della Borgogna verso i francesi e preferiva i borgognoni.
Per questo motivo, quando il Duca di York salì al potere, durante il primo periodo di follia di Enrico VI, ci furono negoziati tra lui e Isabella per un matrimonio tra Carlo e una delle figlie di York. Le negoziazioni si sono concluse, tuttavia, a causa delle lotte di potere in Inghilterra e della preferenza del padre di Carlo, Filippo il Buono, per un'alleanza francese. Filippo fece sposare suo figlio con Isabella di Borbone, figlia di Carlo I, duca di Borbone e Agnese di Borgogna, il 31 ottobre 1454.
Margherita non era ancora sposata all'età di 19 anni, quando Isabella di Borbone morì nel settembre 1465. Aveva dato a Carlo solo una figlia, Maria, il che gli rese un imperativo risposarsi e generare un figlio. La situazione era cambiata dal 1454: Carlo era ora molto rispettato da suo padre, che nella sua vecchiaia aveva affidato il dominio della Borgogna a suo figlio. Carlo era pro-inglese e desiderava stringere un matrimonio inglese e un'alleanza con i francesi. Da parte sua, la famiglia di Margherita era molto più potente e sicura di quanto non fosse stata nel 1454: suo padre era stato ucciso nella battaglia di Wakefield il 30 dicembre 1460, ma suo fratello era ora Edoardo IV, osteggiato in modo inefficace solo da Margherita d'Angiò e suo figlio, Edoardo di Westminster.
Ciò rese Margherita una sposa molto più preziosa di quanto fosse stata la semplice figlia di un duca. Per questo motivo, Carlo inviò il suo stretto consigliere, Guillaume de Clugny, a Londra settimane dopo la morte di sua moglie, per proporre a Edoardo IV un matrimonio tra lui e Margherita. Edoardo IV rispose calorosamente e nella primavera del 1466 mandò suo cognato, Lord Scales, in Borgogna, dove Scales fece un'offerta formale della mano di Margherita, e avanzò la proposta di Edoardo IV di un reciproco matrimonio tra la figlia di Carlo il fratello di Edoardo IV, Giorgio, duca di Clarence.
Tuttavia, il matrimonio non ebbe luogo immediatamente. Furono necessari continui discorsi, soprattutto perché Carlo non era disposto a sposare la sua unica figlia con il duca di Clarence. Ma i francesi introdussero ulteriori problemi: Luigi XI non voleva un'alleanza tra Borgogna e Inghilterra, i suoi due più grandi nemici. Di conseguenza Luigi cercò di separare i due, offrendo la mano della figlia maggiore, Anna a Carlo, quella della figlia minore Giovanna, al fratello minore di Edoardo, Riccardo, e quella del cognato, Filippo di Bresse a Margherita.
Invece, nel 1466, Margherita fu promessa sposa di Pietro, duca di Coimbra, che i ribelli catalani avevano invitato a diventare il loro re. Pietro era nipote della duchessa Isabella di Borgogna, e il fidanzamento significava quindi un tentativo di placare la Borgogna. Purtroppo logorato dalla malattia, dalle delusioni, dal dolore e dal superlavoro, Pietro morì il 29 giugno 1466.
Nel 1467, la situazione era di nuovo cambiata. Filippo il Buono era morto e Carlo era diventato duca di Borgogna. Richard Neville, conte di Warwick, si era rivoltato contro Edoardo IV e stava complottando contro di lui con il sostegno francese. Edoardo in tali circostanze ebbe bisogno del sostegno di Carlo e non fornì ulteriori ostacoli ai negoziati sul matrimonio, accettandolo formalmente nell'ottobre 1467.
Durante questo periodo, Luigi XI fece tutto il possibile per impedire il matrimonio, chiedendo che il Papa si rifiutasse di dare una dispensa per il matrimonio, promettendo favori commerciali agli inglesi, minando il merito di Edoardo con il banchieri internazionali per impedirgli di essere in grado di pagare la dote di Margherita, incoraggiando un'invasione lancastriana del Galles e diffamando Margherita, sostenendo che non era vergine e aveva avuto un figlio bastardo. Fu ignorato, e fu assicurata una dispensa dopo che tangenti borgognone si assicurarono l'acquiescenza papale.
È stato elaborato un accordo complesso tra Inghilterra e Borgogna, relativo alla difesa reciproca, al commercio, al cambio di valuta, ai diritti di pesca e alla libertà di viaggio, il tutto basato sul matrimonio tra il duca e Margherita. Secondo i termini del contratto di matrimonio, Margherita mantenne i suoi diritti sul trono inglese e la sua dote fu promessa in Borgogna anche se fosse morta entro il primo anno (spesso, la dote sarebbe tornata alla famiglia della sposa in tali circostanze). Da parte sua, Carlo diede a Margherita le città di Malines, Oudenaarde e Dendermonde.
Margherita lasciò Margate per Sluys il 23 giugno 1468. Lord Scales e Richard Boyville furono tra quelli che la scortarono per incontrare il suo futuro sposo. Nonostante Luigi XI abbia ordinato alle sue navi di sequestrarla durante il viaggio, il suo convoglio attraversò senza incidenti, raggiungendo Sluys la sera del 25. Il giorno seguente, incontrò la madre dello sposo, Isabella, e la figlia, Maria; l'incontro fu un successo e tutti e tre sarebbero rimaste unite per il resto della loro vita. Il 27 giugno incontrò Carlo per la prima volta, e la coppia si sposò privatamente tra le 5 e le 6 del 3 luglio, nella casa di un ricco mercante di Damme. Carlo partì quindi per Bruges, concedendo alla nuova duchessa l'onore di entrare separatamente poche ore dopo.
Le celebrazioni che seguirono furono stravaganti anche per gli standard dei borgognoni, che erano già noti per la loro opulenza e generose festività. La sposa fece la sua entrata gioiosa, indossando sulla sua testa una corona. Nella città di Bruges, il vino sgorgava liberamente da arcieri scolpiti e pellicani artificiali su alberi artificiali; i canali erano decorati con torce e i ponti erano decorati con fiori; le braccia della coppia felice erano esposte ovunque, accompagnate dai motti della coppia. Le celebrazioni includevano anche il "Torneo dell'Albero d'oro", organizzato attorno a un'allegoria elaboratamente dettagliata, progettata per onorare la sposa.

### Duchessa di Borgogna
Sebbene il matrimonio non abbia prodotto figli, Margherita si è rivelata una risorsa preziosa per la Borgogna. Subito dopo il suo matrimonio, ha viaggiato con la figliastra Maria attraverso le Fiandre, Brabante e Hainaut, visitando le grandi città: Ursel, Gand, Dendermonde, Asse, Bruxelles, Oudenaarde e Kortrijk dove tutti rimasero colpiti dalla sua intelligenza e capacità. Meno preziosi, forse, furono i legami familiari che portò. Nel 1469, suo fratello, Edoardo IV, tentò di nominare Carlo cavaliere dell'Ordine della Giarrettiera, un onore che avrebbe reso Carlo colpevole di tradimento contro Luigi X se l'avesse accettato; sebbene la duchessa Isabella avvertì suo figlio di rifiutare l'offerta, cosa che fece, dando a Luigi XI una scusa per ulteriori macchinazioni contro la Borgogna.
Nello stesso anno, Edoardo IV e suo fratello Riccardo furono costretti a fuggire dall'Inghilterra, quando il loro fratello, il duca di Clarence, e suo suocero, il conte di Warwick, si ribellarono e condussero il re in esilio; Carlo fu costretto a intercedere per suo cognato, ordinando ai mercanti londinesi di giurare lealtà a Edoardo IV sotto la minaccia di perdere i loro diritti commerciali in Borgogna, una minaccia che si rivelò vincente. Ma l'anno successivo, Margherita si disperò quando il duca di Clarence e Warwick appoggiarono un'invasione di Lancaster in Inghilterra, appoggiata dai francesi: anche se lei, insieme a sua madre, tentò di riconciliare Clarence ed Edoardo IV, la ribellione continuò, e il 2 ottobre 1470.
Il rovesciamento di suo fratello diminuì il valore dinastico di Margherita; questo, insieme al rispetto per suo fratello, la fece implorare appassionatamente a suo marito di sostenere Edoardo IV e prendere misure per ripristinarlo.
Nel 1471 sua suocera le lasciò in eredità la sua residenza preferita di La-Motte-au-Bois. Nel 1477, la posizione di Margherita come duchessa di Borgogna non era più brillante come una volta: dopo la morte della suocera nel 1471, Carlo era diventato sempre più tirannico e grandioso, sognando di riunire un Regno di Lotaringia dal Mare del Nord al Mediterraneo; per raggiungere questo obiettivo, ha combattuto continuamente con i suoi vicini, che hanno risposto alleandosi contro di lui. Nel frattempo, Luigi XI si era dimostrato abile nel destabilizzare il ducato: Edoardo IV era stato distaccato dalla sua alleanza, la reputazione di Carlo e il credito bancario erano stati indeboliti da Luigi e il commercio borgognone era soffocato dagli embarghi francesi. Nel 1476, il duca era considerato un tiranno dal suo popolo, che soffriva del rifiuto francese di esportare vino e pane in Borgogna e che temeva le sue terribili rappresaglie contro i ribelli che si scatenavano contro di loro. Nel 1476, fece in modo che sua figlia ed erede, Maria, fosse promessa sposa di Massimiliano d'Asburgo; il 5 gennaio 1477 morì in battaglia fuori Nancy, in Lorena.

### Vedovanza
Fu in seguito alla morte di suo marito che Margherita si dimostrò davvero preziosa per la Borgogna. Era sempre stata considerata una politica abile e intelligente. Guidò e aiutò incommensurabilmente la figliastra Maria, ora duchessa di Borgogna.
Fece da madrina e crebbe l'erede Filippo d'Asburgo, primogenito di Massimiliano e Maria, la quale morì pochi anni dopo il matrimonio per una caduta da cavallo. Alla secondogenita della coppia, che aveva solo un anno quando rimase orfana, venne dato il nome della nonna. Margherita visse abbastanza da poter assistere al matrimonio di Filippo con Giovanna di Castiglia e fece da madrina anche al loro primo figlio maschio Carlo, il futuro imperatore Carlo V.
Margherita morì il 23 novembre 1503, all'età di 57 anni, poco dopo il ritorno di Filippo il Bello in Borgogna. La sua morte in quell'anno le permise di risparmiare il dolore della morte prematura di febbre tifoide di Filippo nel 1506.

## Ascendenza
|                                               |                                          |                                            | Genitori                             |  |  | Nonni |  |  | Bisnonni                             |  |  | Trisnonni                 |  |
|                                               |                                          |                                            |                                      |  |  |       |  |  | Edmondo Plantageneto, I duca di York |  |  | Edoardo III d'Inghilterra |  |
|                                               |                                          |                                            |                                      |  |  |       |  |  | Edmondo Plantageneto, I duca di York |  |  | Edoardo III d'Inghilterra |  |
|                                               |                                          | Filippa di Hainaut                         |                                      |  |  |       |  |  | Edmondo Plantageneto, I duca di York |  |  |                           |  |
| Riccardo Plantageneto, III conte di Cambridge |                                          |                                            |                                      |  |  |       |  |  | Edmondo Plantageneto, I duca di York |  |  |                           |  |
|                                               |                                          | Isabella di Castiglia                      | Pietro I di Castiglia                |  |  |       |  |  |                                      |  |  |                           |  |
|                                               |                                          | Isabella di Castiglia                      | Pietro I di Castiglia                |  |  |       |  |  |                                      |  |  |                           |  |
|                                               |                                          | Isabella di Castiglia                      | Maria di Padilla                     |  |  |       |  |  |                                      |  |  |                           |  |
| Riccardo Plantageneto, III duca di York       |                                          | Isabella di Castiglia                      |                                      |  |  |       |  |  |                                      |  |  |                           |  |
|                                               |                                          | Ruggero Mortimer, IV conte di March        | Edmondo Mortimer, III conte di March |  |  |       |  |  |                                      |  |  |                           |  |
|                                               |                                          | Ruggero Mortimer, IV conte di March        | Edmondo Mortimer, III conte di March |  |  |       |  |  |                                      |  |  |                           |  |
|                                               |                                          | Ruggero Mortimer, IV conte di March        | Filippa Plantageneta                 |  |  |       |  |  |                                      |  |  |                           |  |
| Anna Mortimer                                 |                                          | Ruggero Mortimer, IV conte di March        |                                      |  |  |       |  |  |                                      |  |  |                           |  |
|                                               |                                          | Alianore Holland                           | Thomas Holland, II conte di Kent     |  |  |       |  |  |                                      |  |  |                           |  |
|                                               |                                          | Alianore Holland                           | Thomas Holland, II conte di Kent     |  |  |       |  |  |                                      |  |  |                           |  |
|                                               |                                          | Alianore Holland                           | Alice FitzAlan                       |  |  |       |  |  |                                      |  |  |                           |  |
| Margherita di York                            |                                          | Alianore Holland                           |                                      |  |  |       |  |  |                                      |  |  |                           |  |
|                                               | John Neville, III barone Neville di Raby | Ralph Neville, II barone Neville di Raby   |                                      |  |  |       |  |  |                                      |  |  |                           |  |
|                                               | John Neville, III barone Neville di Raby | Ralph Neville, II barone Neville di Raby   |                                      |  |  |       |  |  |                                      |  |  |                           |  |
|                                               | John Neville, III barone Neville di Raby | Alice Audley                               |                                      |  |  |       |  |  |                                      |  |  |                           |  |
| Ralph Neville, I conte di Westmorland         | John Neville, III barone Neville di Raby |                                            |                                      |  |  |       |  |  |                                      |  |  |                           |  |
|                                               |                                          | Maud Percy                                 | Henry de Percy, II barone Percy      |  |  |       |  |  |                                      |  |  |                           |  |
|                                               |                                          | Maud Percy                                 | Henry de Percy, II barone Percy      |  |  |       |  |  |                                      |  |  |                           |  |
|                                               |                                          | Maud Percy                                 | Idonea Clifford                      |  |  |       |  |  |                                      |  |  |                           |  |
| Cecily Neville                                |                                          | Maud Percy                                 |                                      |  |  |       |  |  |                                      |  |  |                           |  |
|                                               |                                          | Giovanni Plantageneto, I duca di Lancaster | Edoardo III d'Inghilterra            |  |  |       |  |  |                                      |  |  |                           |  |
|                                               |                                          | Giovanni Plantageneto, I duca di Lancaster | Edoardo III d'Inghilterra            |  |  |       |  |  |                                      |  |  |                           |  |
|                                               |                                          | Giovanni Plantageneto, I duca di Lancaster | Filippa di Hainaut                   |  |  |       |  |  |                                      |  |  |                           |  |
| Joan Beaufort, contessa di Westmorland        |                                          | Giovanni Plantageneto, I duca di Lancaster |                                      |  |  |       |  |  |                                      |  |  |                           |  |
|                                               |                                          | Katherine Swynford                         | Payne De Roet                        |  |  |       |  |  |                                      |  |  |                           |  |
|                                               |                                          | Katherine Swynford                         | Payne De Roet                        |  |  |       |  |  |                                      |  |  |                           |  |
|                                               |                                          | Katherine Swynford                         | ?                                    |  |  |       |  |  |                                      |  |  |                           |  |
|                                               |                                          | Katherine Swynford                         |                                      |  |  |       |  |  |                                      |  |  |                           |  |